# Nikifor Petrov Minchev
Nikifor Petrov Minchev (em búlgaro:  Никифор Петров Минчев, 5 de janeiro de 1950) é um ex-ciclista olímpico búlgaro. Representou sua nação nos Jogos Olímpicos de Verão de 1972, na prova de perseguição por equipes, nos 4 000 m.